# Severní Korfu
Severní Korfu (řecky: Δήμος Βόρειας Κέρκυρας) je jednou ze 4 obcí regionální jednotky Korfu v kraji Jónské ostrovy v Řecku. Zahrnuje území severní části ostrova Korfu. Hlavním městem je Acharavi. Břehy omývá Jónské moře.

## Obyvatelstvo

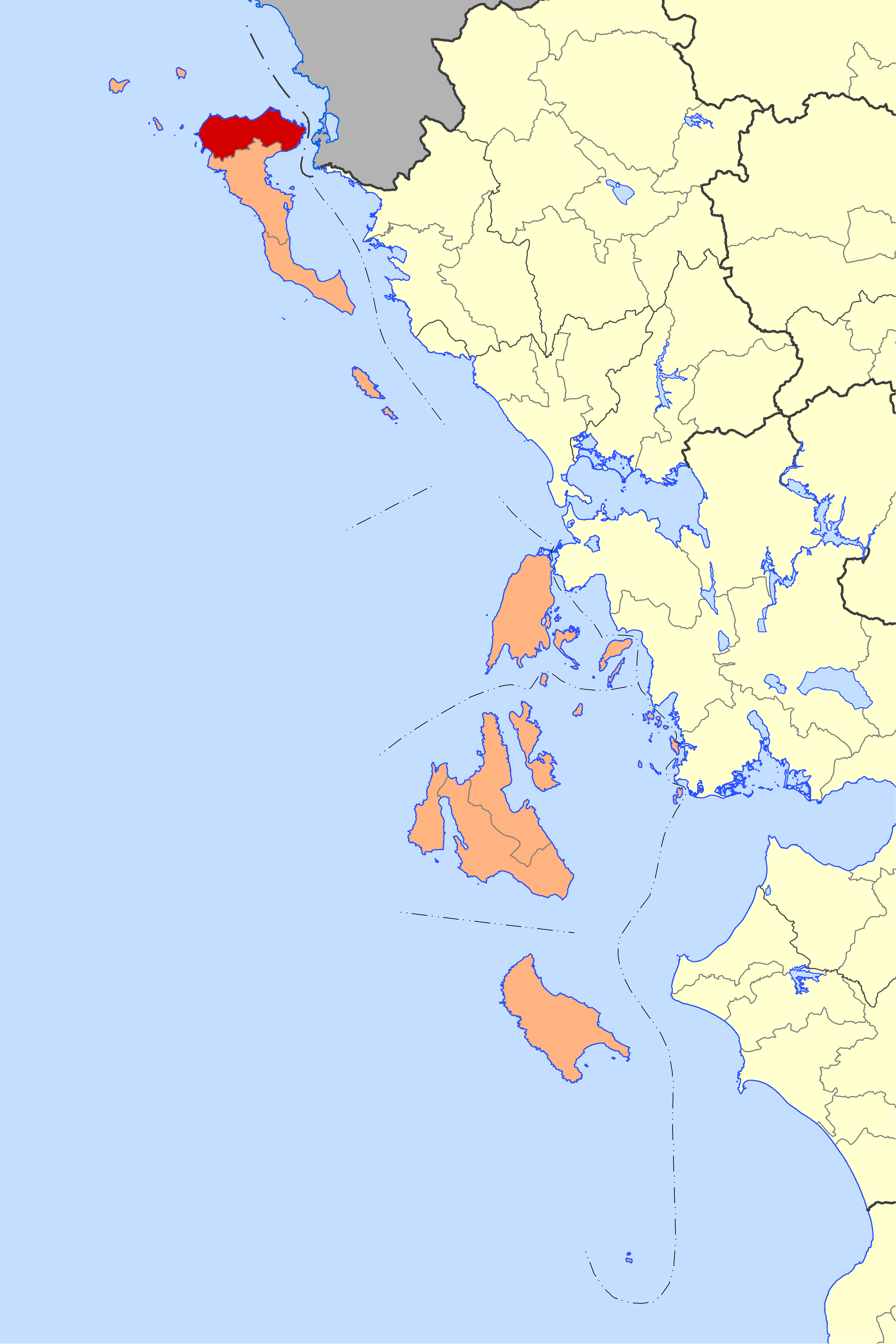
obec Severní Korfu

V roce 2011 žilo ve čtyřech obecních jednotkách, ze kterých se od roku 2019 obec skládá 17 832 obyvatel. Obec se skládá ze čtyř obecních jednotek. V závorkách je uveden počet obyvatel obecních jednotek a komunit.
- Obec Severní Korfu (15681)
- Obecní jednotka Agios Georgios (3431) – komunity: Agros (365), Agios Athanasios (192), Arkadades (90), Armenades (177), Afionas (297), Dafni (290), Drosato (146), Kavvadades (651), Kastellani Gyrou (106), Mesaria (224), Pagi (511), Rachtades (179), Chorepiskopi (203).
- Obecní jednotka Esperies (6990) – komunity: Agii Douli (185), Agrafi (274), Andiperni (202), Avliotes (1276), Valanio (224), Kavallouri (318), Karousades (1419), Magoulades (1118), Peroulades (725), Sidari (386), Velonades (863).
- Obecní jednotka Thinali (5226) – komunity: Agios Pandeleimon (1207), Episkepsi (537), Klimatia (289), Lavki (229), Loutses (223), Nymfes (995), Xanthates (189), Perithia (560), Petalia (209), Sfakera (788).
- Obecní jednotka Kassiopi (2185) – komunity: Gimari (218), Kassiopi (977), Nisaki (370), Sinies (620).